# EPSG
La European Petroleum Survey Group o EPSG (1986 – 2005) era una organització científica amb lligams amb la indústria del petroli europea. Estava formada per especialistes que treballaven en geodèsia, agrimensura i cartografia aplicada, relacionada amb la recerca de petroli. La EPSG recopilà i difongué el conjunt de paràmetres geodètics EPSG, una base de dades àmpliament usada d'el·lipsoides terrestres, dàtums, sistemes de coordenades, projeccions, unitats de mesura, etc. L'any 2005 la EPSG traspassà les seues tasques a la recent formada OGP (International Association of Oil and Gas Producers Surveying and Positioning committee).
El conjunt de paràmetres geodètics segueix coneixent-se amb el nom d'EPSG, és accessible mitjançant la web i publicat per l'OGP en el format de base de dades Microsoft Access. L'estructura de la base de dades és compatible amb l'estàndard ISO 19111. La base de dades s'actualitza amb versions intermèdies tres o quatre vegades a l'any.
Les taules de l'EPSG defineixen identificadors numèrics (codi EPSG) per a moltes projeccions d'ús comú, i n'associen projeccions o metadades de coordinades (com les unitats de mesura, o el meridià central) per a cada identificador. També defineix transformacions i conversions que permeten canviar les coordenades d'un Sistema de Coordenades de Referència (SCR) a un altre SCR. Les transformacions i conversions es coneixen com a "operacions de coordenades".
Els codis EPSG es poden usar per a identificar el Sistema de Coordenades de Referència (CRS) de les coordenades emprades en un conjunt de dades en format GML (Geography Markup Language). També es poden usar per a demanar una projecció a un servei web de mapes (WMS).

## EPSG:4326
El codi EPSG:4326 n'és un de força comú, fa referència al datum WGS84, el·liposoide que s'usa en l'actualitat per a representar de manera global la terra com parell de coordenades en graus (latitud, longitud) amb Greenwich com a meridià central.

## EPSG:4230
El codi EPSG:4230 fa referència al datum European Datum 1950 ED50, el més àmpliament utilitzat en Espanya fins a l'any 2008

## EPSG:23031
El codi EPSG:23031 fa referència al datum European Datum 1950 ED50; a diferència del codi EPSG:4230, que utilitza el sistema de coordenades geogràfiques, EPSG:23031 reporta el sistema de coordenades UTM pel fus 31, el qual abasta al complet l'extensió de Catalunya.

## EPSG:4258
El codi EPSG:4258 fa referència al datum ETRS89, l'oficial actualment a Espanya, i comú per a tot Europa